# Crinodendron hookerianum
Crinodendron hookerianum là một loài cây thường xanh trong họ Côm đặc hữu Chile. Loài cây này mọc từ Cautin đến Palena (38 đến 43°N). Nó mọc gần các suối hoặc các khu vực rất ẩm hay nơi có bóng râm nhiều.
Nó là loài cây bụi cao 8 mét (26 ft) và có đường kính 30 xentimét (12 in), màu tro. Lá xen kẽ có rìa có răng cưa. Hoa đơn.
Nó có hoa đẹp và được trồng làm cây cảnh đến phía bắc tận Scotland.

## Hình ảnh

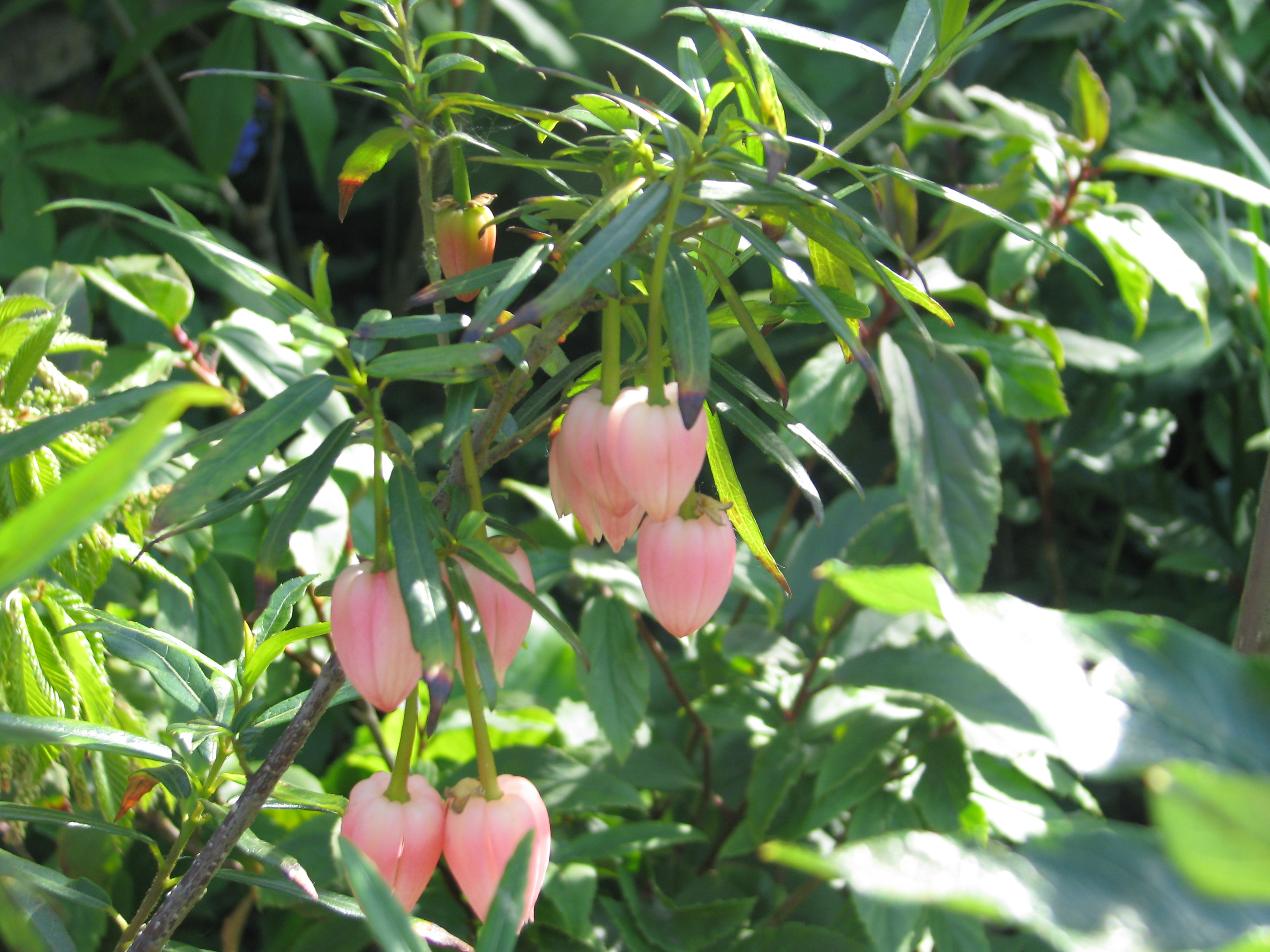
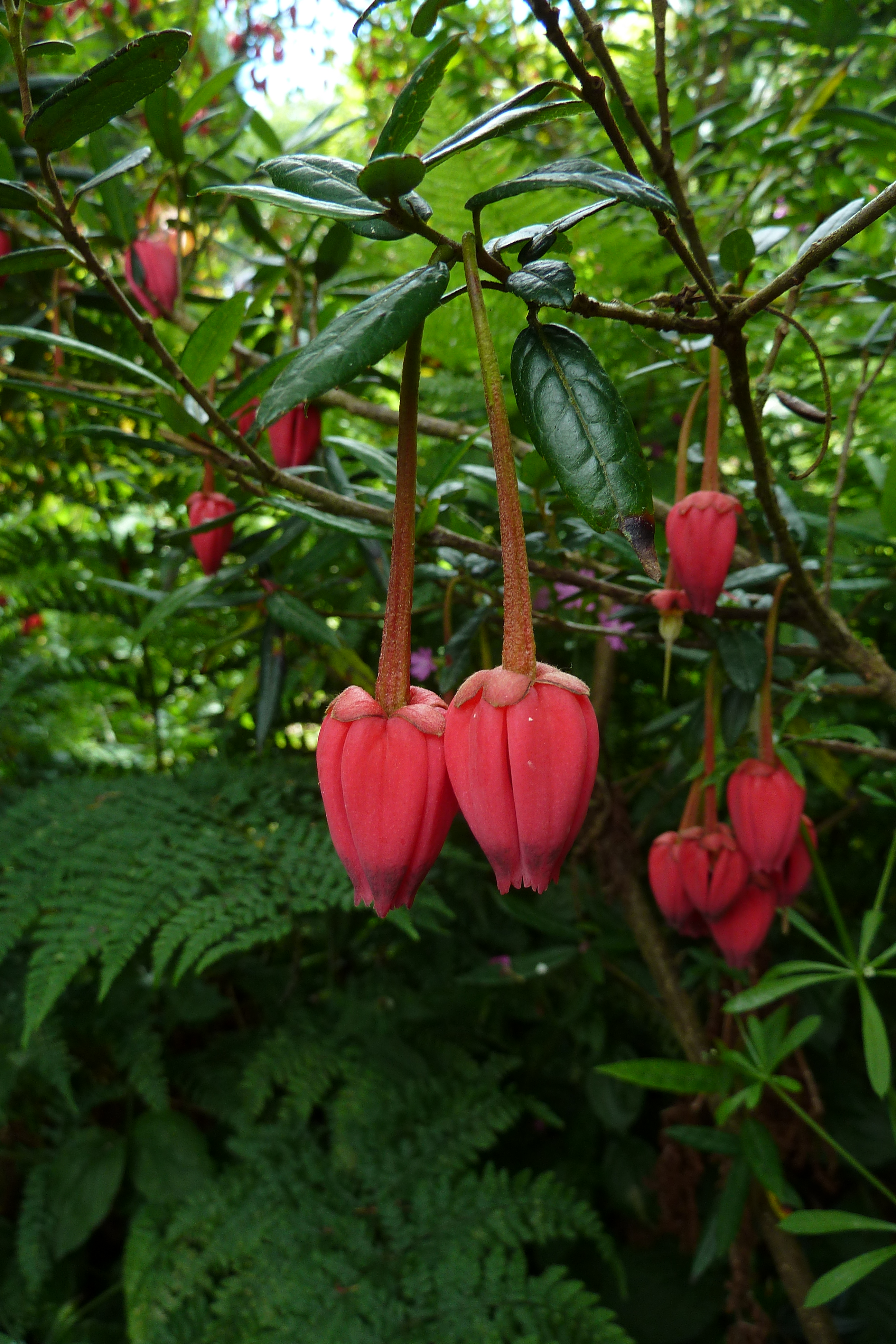
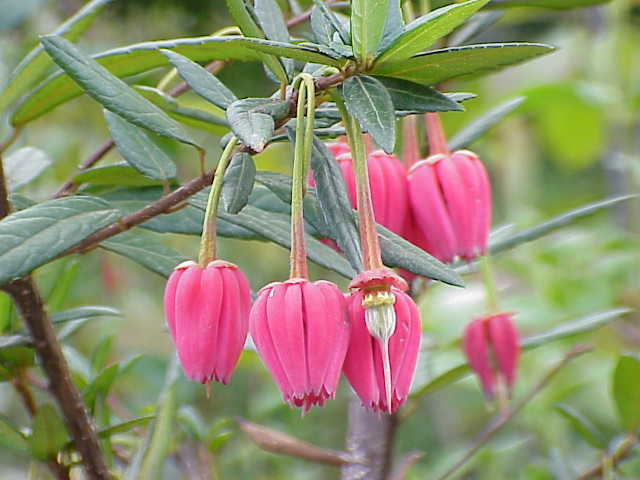
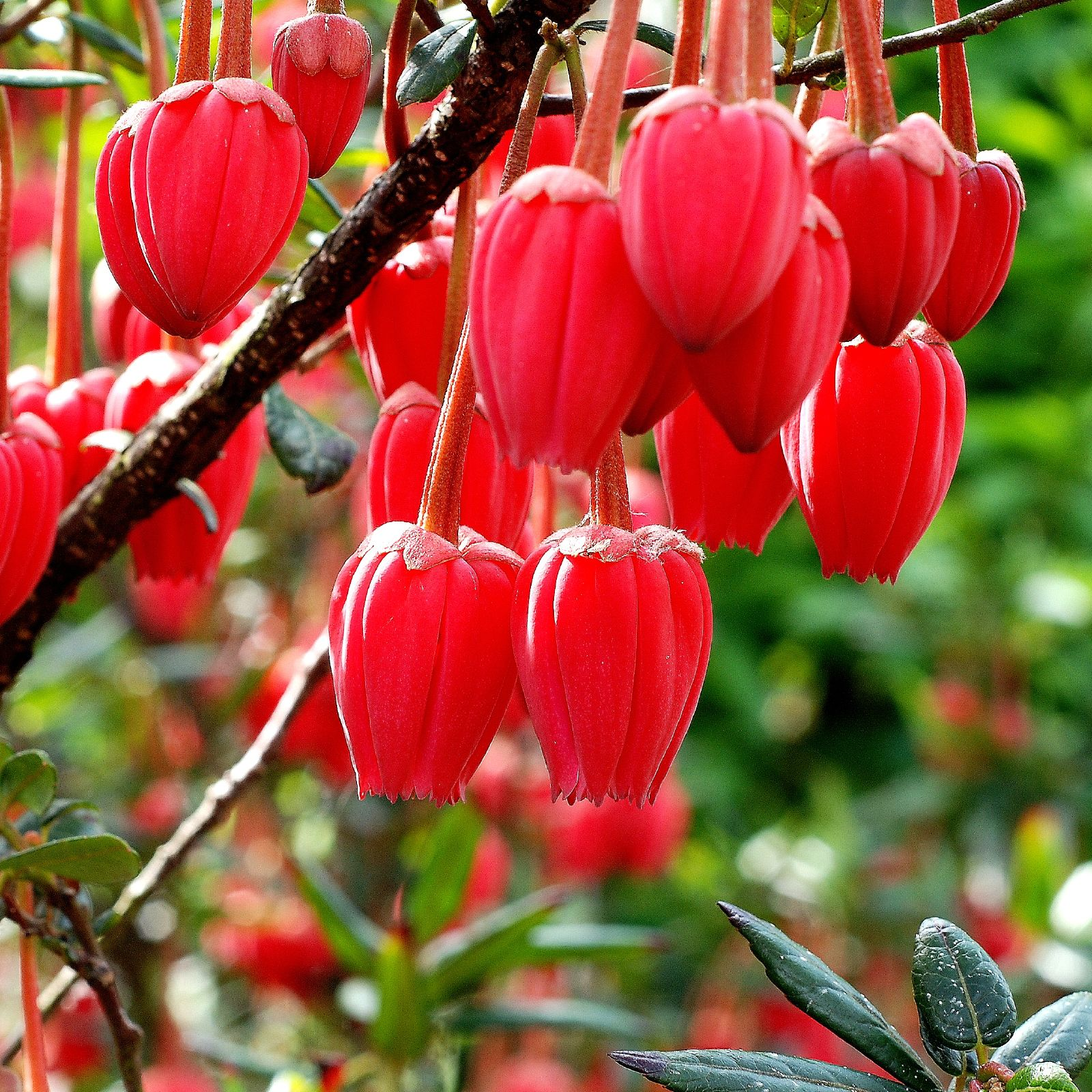